# The Mall

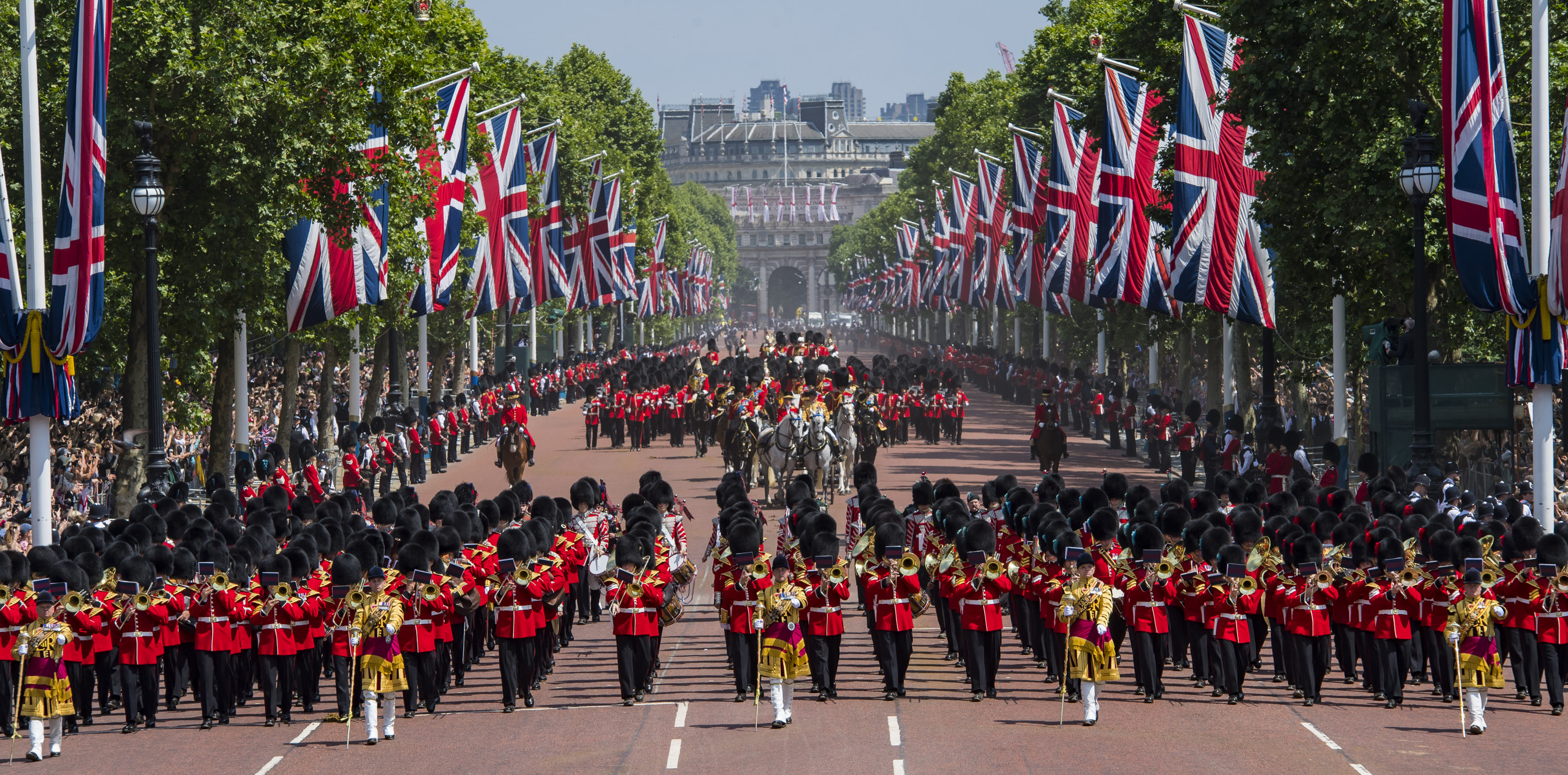
The Mall, Trooping the Colour 2018

The Mall [ˈmæl] in London ist die Prachtstraße der britischen Hauptstadt und stets die erste Etappe des Souveräns auf seiner Fahrt entweder zu den Houses of Parliament oder zum Exerzierplatz der Horse Guards. Sie erstreckt sich vom Buckingham Palace im Westen bis zum Admiralty Arch bzw. dem Trafalgar Square im Osten. An Sonn- und Feiertagen sowie bei zeremoniellen Anlässen ist die von breiten Gehwegen gesäumte sechsspurige Straße für den Verkehr gesperrt.
Der Asphalt der Mall ist seit den 1950er Jahren rot gefärbt und wirkt so wie ein riesiger roter Teppich, der bis zum Buckingham Palace führt.

## Lage

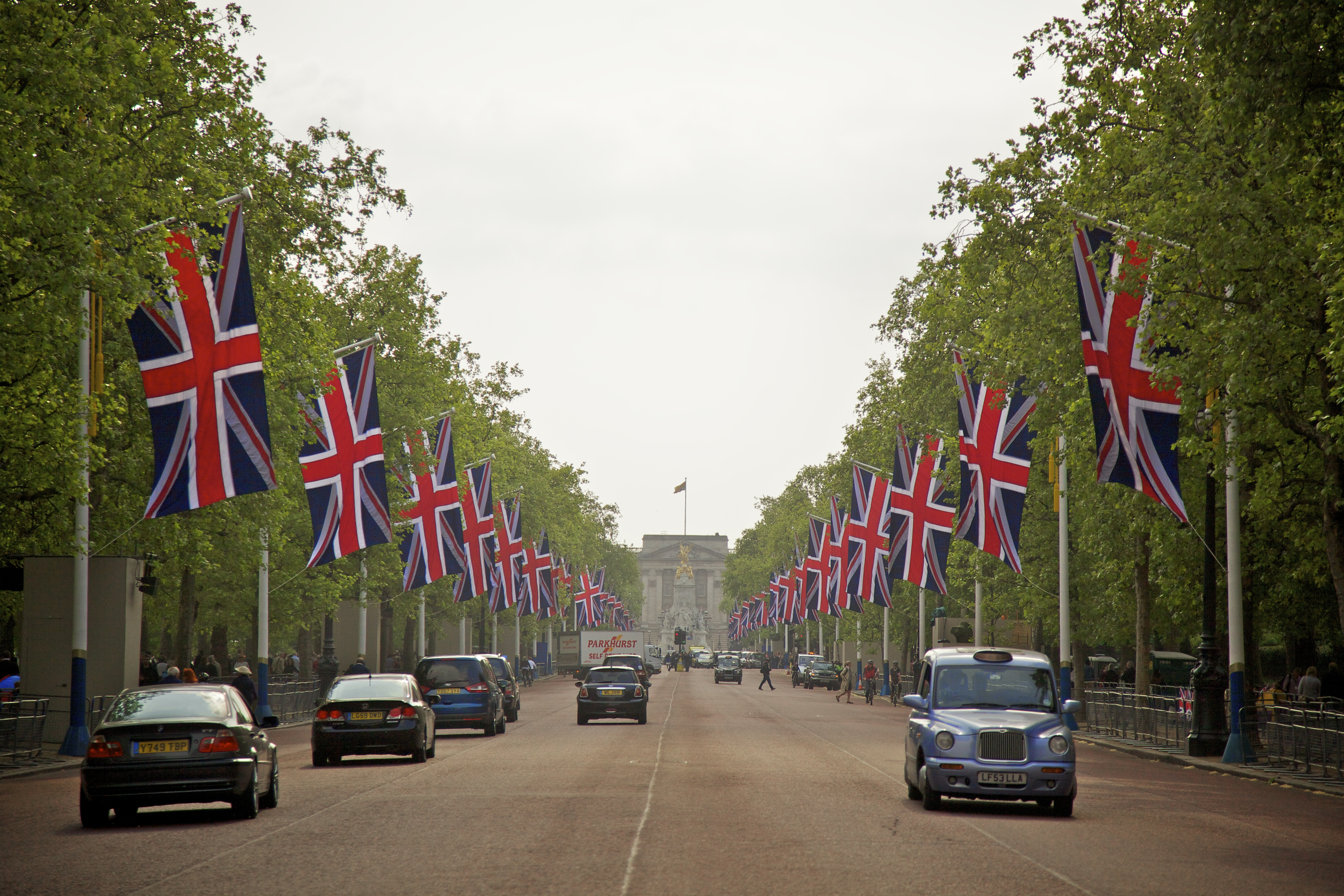
The Mall (2011)

Unmittelbar vor den Toren des Buckingham Palace am westlichen Ende der Prachtstraße steht das Queen Victoria Memorial, während der Admiralty Arch sich im Osten zum Trafalgar Square hin öffnet. Die Südseite der Prachtstraße ist nahezu komplett von Grünflächen des angrenzenden St. James’s Park gesäumt. Kurz vor dem östlichen Ende der Straße, vor dem Admiralty Arch, führt ein Abzweig, die Horse Guards Road, südlich zur Horse Guards Parade, wo eine der drei – im Sommer täglichen – Wachablösungen stattfindet sowie einmal jährlich Trooping the Colour als Geburtstagsparade des Monarchen.
Auf der Nordseite grenzt The Mall am Buckingham Palace zunächst an ein kurzes Stück des Green Park und verläuft dann in Richtung Osten, parallel zu Pall Mall, entlang Lancaster House, Clarence House, dem St James’s Palace, den Marlborough House Gardens, dem Privy Council Office, der Royal Society, der British Academy, dem Institute of Contemporary Arts sowie dem Hauptsitz des British Council.

## Geschichte

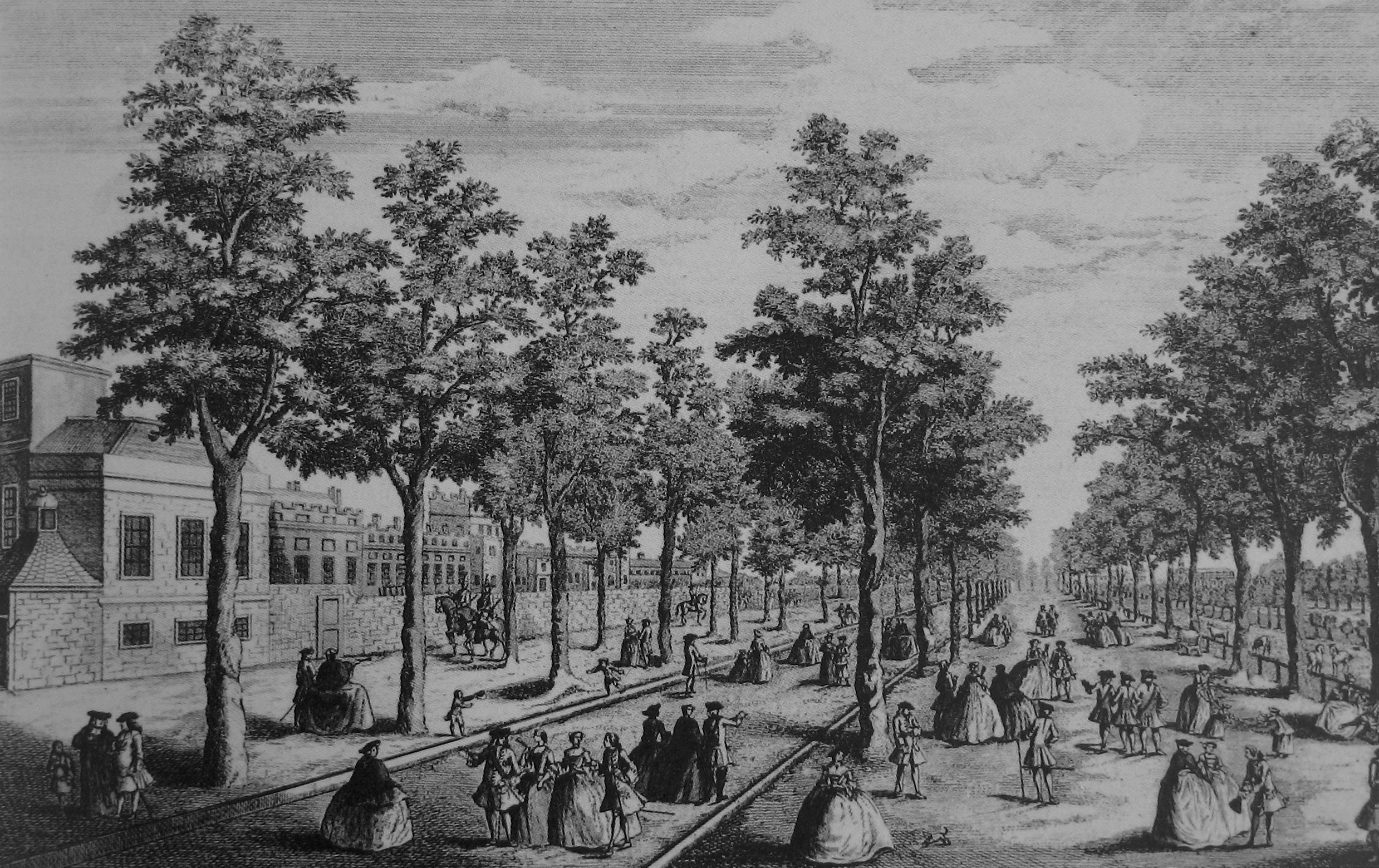
The Mall um 1750

Ursprünglich wurde The Mall als breiter Boulevard schon in den 1660er-Jahren angelegt. Nach ihrer Fertigstellung avancierte sie in kurzer Zeit zu Londons bevorzugter Flaniermeile.
The Mall wurde im späten 19. und frühen 20. Jahrhundert als Route für zeremonielle Anlässe umgestaltet, einschließlich der von Aston Webb entworfenen neuen Fassade des Buckingham Palace sowie des neu errichteten Queen Victoria Memorial. Vorbilder waren die für hohe nationale Feierlichkeiten angelegten Prachtstraßen in Großstädten wie Washington, D.C., Paris, Berlin, Mexiko-Stadt, Wien, St. Petersburg und Oslo.

## Nutzung
Bei Staatsbesuchen fahren die britische Königin oder der britische König, begleitet von einer Eskorte mit dem Staatsgast, die mit den Flaggen beider Staaten geschmückte Mall hinauf.
The Mall ist das Ziel des London-Marathon. Während der Olympischen Sommerspiele 2012 war The Mall Start- und Zielgerade mehrerer Wettbewerbe im Radsport und in der Leichtathletik. Unter anderem wurden hier die Straßenradrennen, die Gehwettkämpfe und die Marathonläufe entschieden.